# Nikolaus Friedreich
Nikolaus Friedreich (né le 1er juillet 1825 à Wurtzbourg et mort le 6 juillet 1882 à Heidelberg) était un médecin, neurologue et neuropathologiste bavarois qui a donné son nom à l'ataxie de Friedreich.